# 三港爷

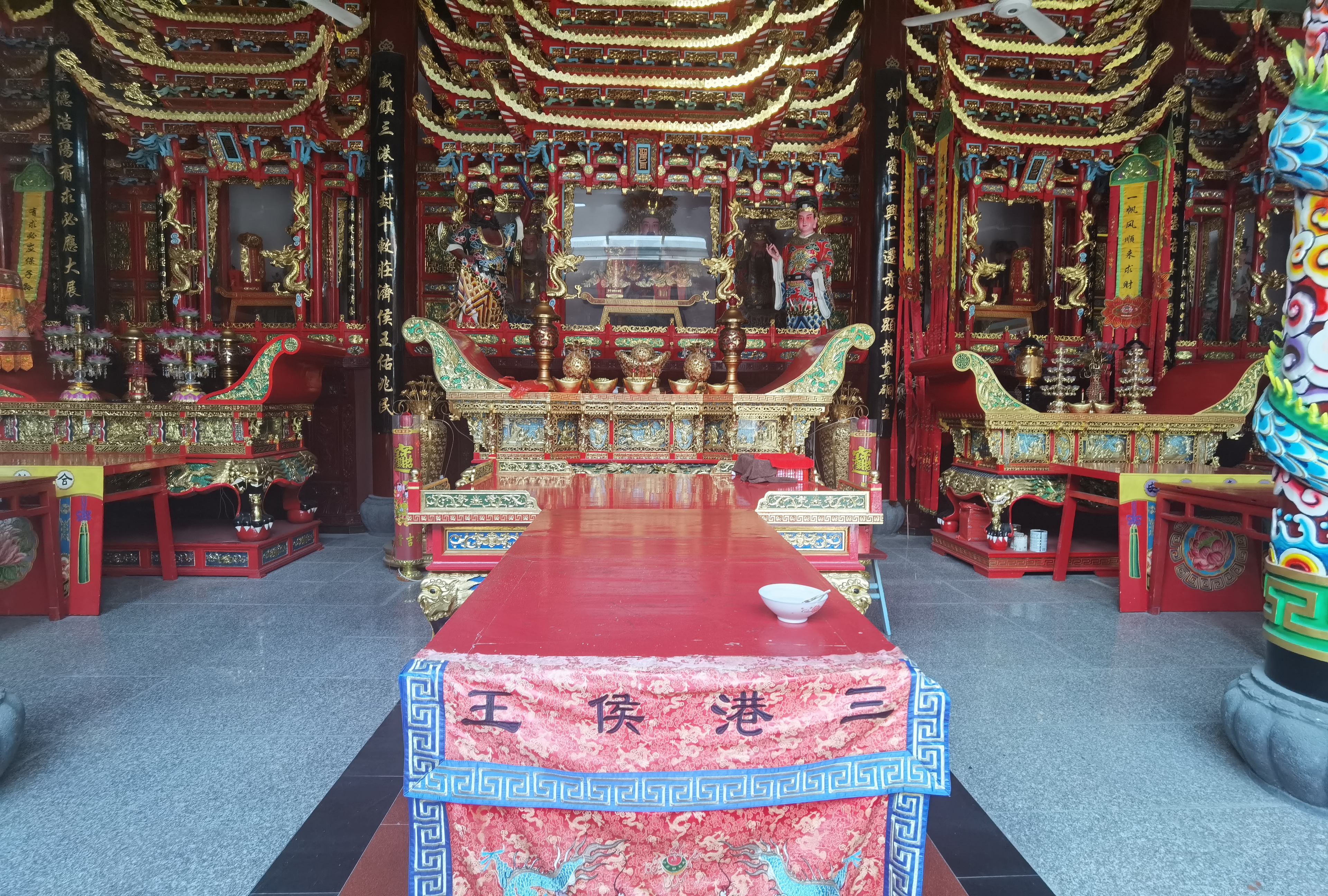
杨府山涂三港赤岩道观供奉的三港神

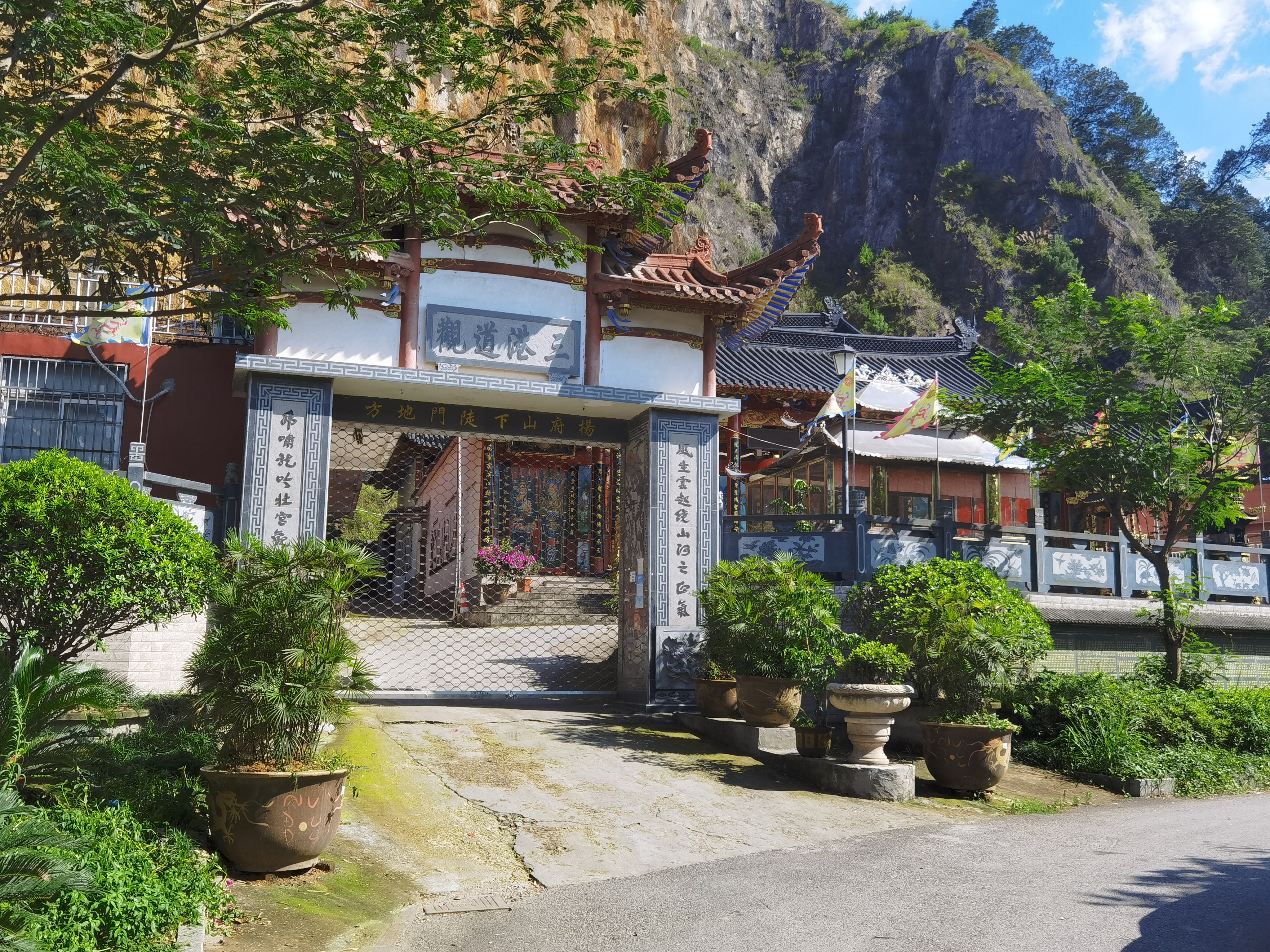
杨府山下陡门三港道观

庄济圣王，又名三港圣王、三港大圣、惠民圣王、平水圣王，俗称三港爷，是温州瑞安为中心的中国民间信仰神祗。三港爷信俗是温州市非物质文化遗产。

## 传说
传说中本名陈逸，字子良，是唐代安固县洪口（今泰顺县朱垟镇）人，一生行善积德，死后庇护百姓，因此得到百姓的爱戴而成为神明。《瑞安县志》称“幼有力，宅种竹，母令取竹，以两指握之，皆破”，在成年之后陈逸从事飞云江摆渡，由于待人和善、竹筏安全、体恤贫苦，人们都愿意坐他的摆渡，穷人对他十分感激。陈逸在飞云江的三港滩脚去世之后，乡亲们闻讯赶来将其安葬，并在其墓地上建立最早的三港庙。陈逸死后还多次显圣护民，因此获得了帝王的多次敕封，保佑船民一路顺风，因此后世累封至庄济圣王。

## 纪念
三港爷在传说中协助“南闽”的乡人返温、救助遇难海商，因此是瑞安当地的航海神，三港爷可能是宋元时期温州最受欢迎的航海神。瑞安荣桥村是传说中三港爷居住过的地方，当地每年都会举办三港文化节纪念三港爷。
在温州各地有行祠堂，例如明《瑞安县志》记载瑞安当地就有7处庙宇，泰顺、乐清各有两处祠庙。